# Grand Prix Argentiny 1978

Grand Prix Argentiny 1978 byla 14. Grand Prix Argentiny (XIV. Gran Premio de la Republica Argentina) a 298 Grand Prix Formule 1, která se konala 15. ledna 1978 na okruhu v Buenos Aires. Závod se jel na 52 kol o délce 5,968 kilometru. Závodníci celkem ujeli 310,336 km. Závod skončil 7. vítězstvím Maria Andrettiho a 64. vítězstvím vozu stáje Lotus.

## Výsledky
| Pozice | Jezdec             | Vůz            | Čas              |
| ------ | ------------------ | -------------- | ---------------- |
| 1      | Mario Andretti     | Lotus 78       | 1:37'04.47       |
| 2      | Niki Lauda         | Brabham BT 45C | á 0:13,21        |
| 3      | Patrick Depailler  | Tyrrell 008    | á 0:13,64        |
| 4      | James Hunt         | McLaren M26    | á 0:16.05        |
| 5      | Ronnie Peterson    | Lotus 78       | á 1:14,85        |
| 6      | Patrick Tambay     | McLaren M26    | á 1:19,90        |
| 7      | Carlos Reutemann   | Ferrari 312 T2 | á 1:22,60        |
| 8      | Gilles Villeneuve  | Ferrari 312 T2 | á 1:38,88        |
| 9      | Emerson Fittipaldi | Copersucar F5A | á 1:40,60        |
| 10     | Jody Scheckter     | Wolf WR4       | á 1:43,50        |
| 11     | Jochen Mass        | ATS HS1        | á 1:49,07        |
| 12     | Jean Pierre Jarier | ATS HS1        | á 1 kolo         |
| 13     | Brett Lunger       | McLaren M23    | á 1 kolo         |
| 14     | Didier Pironi      | Tyrrell 008    | á 1 kolo         |
| 15     | Clay Regazzoni     | Shadow DN8     | á 1 kolo         |
| 16     | Jacques Laffite    | Ligier JS7     | á 2 kola         |
| 17     | Hans Joachim Stuck | Shadow DN8     | á 2 kola         |
| 18     | Vittorio Brambilla | Surtees TS19   | á 2 kola         |
| Kolo   | Odstoupili         | -              | -                |
| 41     | John Watson        | Brabham BT 45C | Motor            |
| 36     | Alan Jones         | Williams FW06  | Palivový systém  |
| 35     | Danny Ongais       | Ensign N 177   | Karburátor       |
| 28     | Lamberto Leoni     | Ensign N 177   | Motor            |
| 9      | Arturo Merzario    | Merzario A1    | Diferenciál      |
| 4      | Rupert Keegan      | Surtees TS 19  | Přehřátí         |
| -      | Nestartovali       | -              | -                |
| -      | Hector Rebaque     | Lotus 78       | 1'52.52 / 104.4% |
| -      | Eddie Cheever      | Theodore TR1   | 1'53.25 / 105.1% |
| -      | Divina Galica      | Hesketh 308E   | 1'56.69 / 108.3% |

### Nejrychlejší kolo
- Gilles Villeneuve - Ferrari 1:49,76 – 195,743

### Vedení v závodě
- 1.–52. kolo – Mario Andretti

### Postavení na startu
| 1. řada  | 2                                  | 1                                     |
|          | Carlos Reutemann Ferrari 1'47.84   | Mario Andretti Lotus 1'47.75          |
| 2. řada  | 4                                  | 3                                     |
|          | John Watson Brabham 1'48.42        | Ronnie Peterson Lotus 1'48.39         |
| 3. řada  | 6                                  | 5                                     |
|          | James Hunt McLaren 1'48.72         | Niki Lauda Brabham 1'48.70            |
| 4. řada  | 8                                  | 7                                     |
|          | Jacques Laffite Ligier 1'49.13     | Gilles Villeneuve Ferrari 1'48.97     |
| 5. řada  | 10                                 | 9                                     |
|          | Patrick Depailler Tyrrell 1'49.69  | Patrick Tambay McLaren 1'49.47        |
| 6. řada  | 12                                 | 11                                    |
|          | Vittorio Brambilla Surtees 1'49.91 | Jean Pierre Jarier ATS 1'49.77        |
| 7. řada  | 14                                 | 13                                    |
|          | Alan Jones Williams 1'50.11        | Jochen Mass ATS 1'50.06               |
| 8. řada  | 16                                 | 15                                    |
|          | Clay Regazzoni Shadow 1'50.45      | Jody Scheckter Wolf 1'50.35           |
| 9. řada  | 18                                 | 17                                    |
|          | Hans Joachim Stuck Shadow 1'51.16  | Emerson Fittipaldi Copersucar 1'50.82 |
| 10. řada | 20                                 | 19                                    |
|          | Arturo Merzario Merzario 1'51.68   | Rupert Keegan Surtees 1'51.42         |
| 11. řada | 22                                 | 21                                    |
|          | Lamberto Leoni Ensign 1'51.94      | Danny Ongais Ensign 1'51.71           |
| 12. řada | 24                                 | 23                                    |
|          | Brett Lunger McLaren 1'52.27       | Didier Pironi Tyrrell 1'51.99         |
| -------- | ---------------------------------- | ------------------------------------- |

### Zajímavosti
- V závodě debutovali Didier Pironi a Eddie Cheever.
- V závodě se poprvé představily vozy ATS HS1, Brabham BT45C, Copersucar F5A, Merzario A1, Theodore TR1, Tyrrell 008 a Williams FW06
- Gilles Villeneuve zajel své první nejrychlejší kolo.
- Mario Andretti startoval po 10 z pole positions.
- 10 GP pro Patricka Tambaye

| Pole position  | Vítězství      | Nej. kolo         |
| Mario Andretti | Mario Andretti | Gilles Villeneuve |
| Lotus 78       | Lotus 78       | Ferrari 312 T2    |
| 1'47.75        | 1:37'04.47     | 1'49.76           |
| 199.395 km/h   | 191.813 km/h   | 195.743 km/h      |
| -------------- | -------------- | ----------------- |

### Stav MS
- Zelená – vzestup
- Červená – pokles

| * | Jezdec            | Body |
| - | ----------------- | ---- |
| 1 | Mario Andretti    | 9    |
| 2 | Niki Lauda        | 6    |
| 3 | Patrick Depailler | 4    |
| 4 | James Hunt        | 3    |
| 5 | Ronnie Peterson   | 2    |
| 6 | Patrick Tambay    | 1    |

| * | Vůz     | Body |
| - | ------- | ---- |
| 1 | Lotus   | 9    |
| 2 | Brabham | 6    |
| 3 | Tyrrell | 4    |
| 4 | McLaren | 3    |

| * | Stát           | Body |
| - | -------------- | ---- |
| 1 | USA            | 9    |
| 2 | Rakousko       | 6    |
| 3 | Francie        | 5    |
| 4 | Velká Británie | 3    |
| 5 | Švédsko        | 2    |